# Núi Merapi
Núi Merapi là một ngọn núi lửa tầng đang hoạt động ở Indonesia.
Địa danh núi Merapi theo tiếng Indonesia và tiếng Java (Gunung Merapi) có thể hiểu theo nghĩa đen là "núi lửa". Ngọn núi này nằm ở ranh giới giữa tỉnh Trung Java và tỉnh Yogyakarta, nước Indonesia. Đây là ngọn núi lửa năng hoạt nhất tại Indonesia, phun lửa thường xuyên từ năm 1548. Merapi nằm cách thành phố Yogyakarta khoảng 28 km (17 dặm) về phía bắc. Triền núi cũng là nơi cư ngụ của hàng nghìn người với làng mạc rải rác lên đến cao độ 1.700 mét (5.600 ft).
Ngọn núi vẫn đang phun trào vào ngày 30 tháng 11 năm 2010, nhưng do hoạt động phun trào giảm vào ngày 3 tháng 12 năm 2010, tình trạng cảnh báo chính thức đã giảm xuống cấp 3. Núi lửa này cao 2.930 mét (9.613 ft), 38 mét (125 ft) thấp hơn trước vụ phun trào năm 2010.
Sau một vụ phun trào lớn vào năm 2010, hình dạng đặc trưng của núi Merapi đã bị thay đổi. Vào ngày 18 tháng 11 năm 2013, núi Merapi phun ra khói lên đến độ cao 2.000 mét (6.562 ft), một trong những phun trào phreatic lớn đầu tiên của nó sau vụ phun trào năm 2010. Các nhà nghiên cứu cho biết, vụ phun trào này xảy ra do tác động tổng hợp của khí nóng núi lửa và lượng mưa dồi dào. The most recent eruptions so far were on ngày 3 tháng 3 năm 2020, ngày 27 tháng 3 năm 2020, và ngày 7 tháng 1 năm 2021.

## Địa danh
Tên "Merapi" có thể dịch là "núi lửa". Từ nguyên theo tiếng Java của địa danh này là "Meru-Api", một cái tên kết hợp từ hai thành phần: "meru" có nghĩa là "ngọn núi huyền thoại núi của Ấn Độ giáo", và "api" nghĩa là "lửa".

## Ngọn núi lửa đang hoạt động
Trung bình một năm thì núi Merapi phun khói khoảng 300 ngày. Sức tàn phá của núi Merapi đã gây tử vong khi vụ nổ lớn đã giết chết 27 người vào ngày 22 tháng 11 năm 1994 làm thiệt hại thành phố Muntilan ở phía tây ngọn núi. Đợt phun lửa lớn nữa diễn ra năm 2006, ngay trước khi trận động đất làm rung động Yogyakarta.
Gần đây nhất vào ngày 25 tháng 10 năm 2010, chính phủ Indonesia tăng mức cảnh báo cho núi Merapi lên cấp cao nhất và khuyến cáo dân chúng địa phương tản cư xuống miền xuôi. Dân cư trong chu vi 20 km (12,5 dặm) được đốc thúc sơ tán lánh nạn. Nhà chức trách đã ghi nhận hơn 500 cơn địa chấn vào hạ tuần tháng 10. Phún thạch magma đã trồi lên, chỉ cách mặt đất khoảng 1 km (3.300 ft) vì động lực của núi lửa. Vào chiều ngày 25 tháng 10 năm 2010, núi Merapi phun trào nham thạch từ sườn phía nam và đông nam.